# Сан-Тадео
Сан-Таде́о (Сан-Кинти́н; исп. San Tadeo, San Quintín) — ледник в южной части Анд, на территории Чили в провинции Айсен. Является самым крупным ледником Северного Патагонского ледникового плато наряду с ледником Сан-Рафаэль. Площадь ледника составляет 790 км² и постепенно уменьшается. С 1979 по 2013 год язык ледника отступил на 4,5 километра, что привело к формированию у его окончания нового озера площадью 42,3 км².
Длина ледника составляет 57 км, ширина — 8 км. Сан-Тадео стекает на западе с Северного Патагонского ледникового плато к заболоченной низменности перешейка Офки и залива Пеньяс Тихого океана.
С 1876 года испытывает последовательность колебаний длины, в результате чего были образованы две морены. Периоды роста датируются 1870—1880 и 1930—1950 годами, в остальное время наблюдалось отступление.